# A Business Affair
A Business Affair (Astucias de mujer en España) es una película cómica/romántica de 1994 dirigida por Charlotte Brandstrom y protagonizada por Carole Bouquet, Christopher Walken y Jonathan Pryce. Fue una producción del Reino Unido y fue filmada en Londres.

## Argumento
Se centra en la vida de Kate Swallow y la facilidad con que se enamora de diferentes hombres. Al comienzo de la película está enamorada de un famoso escritor llamado Alec Bolton, quien rechaza las intenciones que ella tiene de escribir una novela y la desalienta. Más tarde se enamora de un hombre llamado Vanni Corso, el editor de la empresa para la cual Alec escribe libros, Kate deja a Alec por Vanni. Kate descubre que a Vanni tampoco le convencen sus habilidades como escritora. Gradualmente ambos hombres cambian sus actitudes tratando de ganarse su afecto.

## Reparto
| Actor                   | Personaje    |
| ----------------------- | ------------ |
| Carole Bouquet          | Kate Swallow |
| Jonathan Pryce          | Alec Bolton  |
| Christopher Walken      | Vanni Corso  |
| Sheila Hancock          | Judith       |
| Anna Manahan            | Bianca       |
| Fernando Guillén Cuervo | Ángel        |
| Tom Wilkinson           | Bob          |
| Marisa Benlloch         | Carmen       |
| Roger Brierley          | Barrister    |